# 욕설

만화에서 욕설은 검열을 위해 흔히 그림이나 동작, 기호(*,#등)로 대체된다.

욕설(辱說) 또는 욕(辱)은 사회 속에서 모욕되도록 하는 나쁜 말이나 비하하는 나쁜 말이며, 상대방을 모욕하는 비도덕적인 행동이다. 주로 자신의 생각이나 감정을 격하게 표현할 때 사용한다. 넓게는 행동도 포함된다.(예를 들자면 손가락 욕 등 이 있다.)

## 개념
욕설은 상대방을 모욕하거나 비난하기 위하여, 또는 혼자 열을 받았을 때 등에 주로 사용한다. 장난칠 때나 말버릇으로 쓰는 사람들도 있다. 욕설은 대응하는 일반적인 표현이 없고, 단어나 구일 뿐만 아니라 절 형식인 것도 존재한다는 점에서 속어나 비어와 다르다. 어떤 표현이든 모욕이나 비난의 의도로 사용되었다면 그 맥락에서는 욕설이다. 한편, 사전에 등재되는 욕설은 실제로 사용되는 욕설의 수보다 그리 많지 않다.
욕설은 주로 개개인을 향하는 것으로 어떤 집단의 특징이나 정체성을 공격 대상으로 하는 혐오 표현과는 다르다. 예를 들어, '씨발'이란 욕은 들은 사람들이 듣는 순간에만 반응하고 다음부터는 아무도 '씨발'에 관심이 없지만 '찐따'란 욕설은 '찐따'의 의미 자체에 관심을 가지며 적극적인 방어를 넘어 심지어 미화 따위를 시도하는 집단을 가질 수도 있다.

## 욕설의 종류

### 개새끼
개새끼 혹은 개자식은 한국에서 쓰이는 욕설의 하나이다. 표준국어대사전에서는 "어떤 사람을 좋지 않게 여겨 욕하여 이르는 말."로 정의하고 있다. 본래는 그 욕의 뜻이 아닌, 친구나 자손에게 귀여움과 반가움을 나타내고 사랑을 전하는 뜻으로 쓰였다.
영어로는 'Son of a bitch'와 같게 된다. 여기서 'bitch'는 '암캐' 및 '창녀'를 가리키기도 한다.

### 새끼
'자식'이란 단어의 속된 표현으로 하는 욕설 중의 하나. 인간의 '자식'이 아니라 짐승의 '새끼'라는 것으로 인간도 아니며 짐승보다 더한 것의 자손이라는 것을 모욕하는 표현이다. ('개새끼'보단 조금 약한 강도이나 엄연히 강도가 매우 높은 편.)
•올바른 표현 : 자식

### 아가리
'입'이란 단어의 속된 표현으로 하는 욕설 중의 하나. 즉 인간의 '입'이 아니라 짐승의 '아가리'라는 것으로 인간도 아니며 짐승보다 더한 것의 자손의 입을 모욕하는 표현이다.
•올바른 표현 : 입

### 양아치
행실과 인성이 천박하고 못된 짓을 일삼는 사람을 속되 이르는 말.

### 미친놈, 미친년
미치광이를 욕되게 이르는 말이다. 꼭 미치광이에게만 쓰는 것은 아니다.

### 씨발
'성관계'를 속되게 한 표현. '성관계'를 뜻하는 우리말 '씹'에 할이 붙어 씹할놈이 어원이다. 영어로는 'Fuck'와 같은 뜻. '아무하고나 성관계할 정도'를 뜻한다. 온라인에선 간단하게 초성으로 'ㅆㅂ'라고 표현하기도 한다. 조금더 심한 욕으로는 '씹팔'이 있다. 이에 '년'을 추가하여 '씹팔년'이 있으니 이는 곧 몸을 파는 창녀를 말한다.

### 닥쳐
'닥쳐' 혹은 '닥쳐라'는 '다물어', '입 닫아' 혹은 '시끄러워' (영어로 'Shut up') 같은 의미를 속되게 한 표현이다. '닥쳐' 혹은 '닥쳐라'는 입을 닫으라는, 혹은 말을 그치라는 것을 속되게 이르는 단어로 영어로는 'Shut the hell up'과 같은 뜻. 영어권에서 강도를 더 높이자면 '(Shut the) Fuck up' 혹은 'Fuck that noise'도 있다. 이를 해석하자면 '아가리 닥쳐' 혹은 '아가리 닥쳐라'와 엇비슷할 수준이다. 그리고, '닥쳐'는 온라인에선 간단하게 초성으로 'ㄷㅊ'으로, 이를 영어로 한 'Shut the hell up'은 'STHU'로 표현하기도 한다. 강도를 더 높인 '아가리 닥쳐', '(Shut the) Fuck up' 그리고 'Fuck that noise'도 마찬가지로 간단히 각각 'ㅇㄱㄹ ㄷㅊ', '(ST)FU' 그리고 'FTN'로 표현할 수 있다. 그 외에 '아가리 닥쳐'는 '아닥 (해)'라고도 표현할 수 있다.

### 꺼져
'꺼져' 혹은 '꺼져라'는 '사라져' 혹은 '없어져' (영어로 'Get out') 라는 의미의 속된 표현이다. '꺼져' 혹은 '꺼져라'는 눈앞에서 안보이게 없어지라는 것을 속되게 이르는 단어이다.  특정 국어사전에 이 단어는 '목숨이 끊어지다', '생명이 꺼지다' (즉, '죽다')의 뜻도 담겨져 있긴 하다. '꺼져' 혹은 '꺼져라'는 영어로는 'Go to hell', 'Get the hell out', 'Get the hell away' 혹은 'Go the hell away'와 같은 뜻. 영어권에서 강도를 더 높이자면 'Go to fucking hell', '(Get the) Fuck out', '(Get the) Fuck away', '(Go the) Fuck away' 혹은 'Fuck off'도 있다. 이를 해석하자면 '썅 꺼져' 혹은 '썅 꺼져라'와 엇비슷할 수준이다. 그리고, '꺼져'는 온라인에선 간단하게 초성으로 'ㄲㅈ'으로, 이를 영어로 한 'Go to hell', 'Get the hell out' 그리고 'Get the hell away'는 각각 'GTH', 'GTHO' 그리고 'GTHA'라고 표현하기도 한다. 강도를 더 높인 '썅 꺼져', 'Go to fucking hell', '(Get the) Fuck out', '(Get the) Fuck away' 그리고 'Fuck off'도 마찬가지로 간단히 'ㅆ ㄲㅈ', 'GTFH', '(GT)FO', '(GT)FA' 그리고 'FO'라고 표현하기도 한다. 그 외에 '썅 꺼져'는 '썅꺼 (해)' 라고도 표현할 수 있다.

### 병신
'환자'를 속되게 이르는 표현으로 지시되는 사람이 정상적인 행동을 보이지 않을 때 쓰는 표현. 영어로는 '백치'를 뜻하는 'Idiot'과 같은 뜻. 영어권에서는 강도를 더 높이자면 '항문'을 뜻하는 'Asshole'도 있다. 이를 해석하자면 '병신 새끼'와 엇비슷할 수준이다. 그리고, '병신'이란 본래 정상적인 행동을 할 수 없는 장애인을 비하하는 말. 온라인에선 간단하게 초성으로 'ㅂㅅ'으로 표현하기도 한다. 강도를 더 높인 '병신 새끼'도 간단히 'ㅂㅅ ㅅㄲ', '병새' 혹은 '병신새'라고 표현할 수 있다.

### 존나
'좆이 나올 정도', 즉, '성기가 튀어나올 정도'라는 의미로, 매우 놀라는 상황의 속된 표현에 쓰인다.
• 예: '존나 밉다'
영어로는 '성관계' 관련 단어, 'Fucking' 정도와 비슷한 뜻.
• 예: 'Fucking bad (존나 나쁘다)'
한편, 본래는 '좆나'가 맞는 표현이었으나, 발음과 관련하여 '존나'가 되었다. 온라인에선 간단하게 초성으로 'ㅈㄴ'라고 표현하기도 한다.

### 염병
상대방을 비하하는 표현 중 하나. '염병' 혹은 '옘병'이란 '장티푸스'의 속된 표현으로, 장티푸스 같이 매우 치명적인 질병에 걸려 생명이 위험해지기에 이르는 것을 뜻하여 욕설 중 강도가 매우 높다.

### 종간나
북한에서 쓰이는 욕설.

### 빨갱이
'공산주의자'를 속되게 한 표현.

### 눈 깔어
'눈깔'의 눈꺼풀을 내려 눈동자를 많이 덮게 하여 눈깔을 내리깔아 시선을 아래로 보내라는 것.
•올바른 표현 : 쳐다보지 마

### 젠장
'젠장' 혹은 '젠장할'은 뜻에 맞지 않고 불만스러울 때 하는 표현. '제기랄' 정도와 뜻이 엇비슷할 수준. 영어로는 'Hell' 혹은 'Damn' 정도와 같은 뜻.  영어권에서 강도를 더 높이자면 '성관계'를 뜻하는 'Fuck' 혹은 'Fucking'도 있다. 이를 해석하자면 '씨발' 혹은 '썅'과 엇비슷할 수준이다.

### 지랄
마구 법석을 떨며 분별없이 하는 행동 혹은 '발작'을 속되게 한 표현. 본 뜻은 '간질병', 즉 뇌전증을 뜻한다. 영어로는 '백치'를 뜻하는 'Idiot'과 같은 뜻. 영어권에서 강도를 더 높이자면 '항문'을 뜻하는 'Asshole'도 있다. 이를 해석하자면 '개지랄', '좆지랄' 혹은 '씹지랄'과 엇비슷할 수준이다. 그리고 '지랄'은 온라인에선 간단하게 'ㅈㄹ'로 표현하기도 한다. 강도를 더 높인 '개지랄', '좆지랄' 그리고 '씹지랄'도 각각 'ㄱㅈㄹ', 'ㅆㅈㄹ' 그리고 'ㅈㅈㄹ'로 표현할 수 있다.

### 호구
'호랑이의 아가리 안에 있는 것처럼 다루기 만만하다'는 뜻의 표현으로, 다루기에 만만하거나 어수룩하거나 위태로운 처지라는 것을 속되게 한 표현.

### 고아
부모가 없다는 뜻으로 쓰이며, 매우 심한 욕설이다. 패드립의 일종으로 보기도 한다.

### 보지, 자지
'보지', '잠지', '자지' 혹은 '고추'는 여성 혹은 남성의 성기를 욕하는 말이다. '성관계' 관련으로써 강도가 매우 높은 욕설.
한편, 검열을 피하기 위해서 등 '뷰지', '쥬지'라고 하기도 한다.

### 장애
'장애인'에서 '인'을 뺀 말이며 비하 발언이다. 영어로는 '백치'를 뜻하는 'Idiot' 정도와도 엇비슷할 수준이다. '장애'의 강도를 더 높이자면 '장애 새끼'라는 표현도 있으며 이는 영어로 해석하자면 '항문'을 뜻하는 'Asshole' 수준이 될 수 있다.

## 어원 풀이
예 :
"개새끼" -> '어머니가 바람 펴 낳은 자식'
"씹자식" -> '창녀의 자식'
"이 새끼들아" -> '너흰 인간도 아닌 짐승보다 더 해먹은 것의 자손이야'
"병신 자식" -> '몸 어디가 모자란 자식'
"씨발 자식" -> '아무하고나 성관계 할 자식'
"앰창" (혹은 엄창")" -> '~의 애미 (혹은 어미)가 창녀'
"아가리 닫아라" -> '인간 따위도 아닌 그 짐승보다 더 해먹은 것의 입 닫아'
"염병" (혹은 "옘병") -> '장티푸스에 걸려 죽어버릴 듯한'
"호구" -> '호랑이 입안에 있는 것처럼 다루기 만만하다'
"짜져라" (혹은 "째져라") -> '구석에서 짠 소금의 절임 배추 못지 않게 물 빠져 찌그러져 버려'
"닥쳐라" -> '그 입을 다물어서 쳐 (접두사 '쳐-') 물어'
"지랄 떨다" -> '간질병에 걸리다'
"꺼져라" -> '나가 죽어서 없어져버려'
"좆 까" -> '성기를 까라면 까'
"존나" (혹은 "Fucking") -> '성기가 튀어나올 정도로'
"좆 같다" 혹은 "엿 같다" -> '성기가 튀어나올 정도로 역겨웁다'
"뒈지다" (혹은 "뒤지다") -> '뒤어지다', 즉, '목숨이 끊어지다'
"뒈지게" (혹은 "뒤지게") -> '목숨이 끊어져 죽을 정도로'
"나가 뒈져라" (혹은 "나가 뒤져라") -> '(차라리) 나가서 아예 목숨이 끊어져 죽어버려'
"엿 먹어라" (Fuck you와 같은 뜻)  -> '나의 성기를 먹어'
"Fuck you" -> '(차라리 나가서) 아무하고나 성관계 하라'
"Hell you" -> '지옥으로 가라 (Go to hell)', '아예 나가 죽어버려라'
"Motherfuck" -> '자기 어머니와 성관계 할'
"Asshole" -> '항문까지 드러내어 버릴 듯 역겨웁게 어리석은'
"Fuck" -> '아무하고나 성관계 해버릴'
"Shit" -> '막 나오는 대변을 드러낼 듯한'

## 방송
라디오나 텔레비전에서 욕설을 표현하는 것이 불법인 국가에서는 프로그램을 미리 녹취하거나 송출 지연 장치를 사용하여 방영 전에 욕설을 삭제 한다.

## 다른 예시와 사용
스펀지 2.0에서는 브라질에서 떡만두국이 욕으로 들리는 경우도 있다고 한다.

## 같이 보기
- 신성모독
- 속어
- 비어
- 비속어
- 비난

## 참고 문헌
- 이선영 (2015). “비속어와 욕설의 개념에 대하여”. 《어문론집》 (중앙어문학회) 64: 59-80. doi:10.15565/jll.2015.12.64.59. ISSN 1229-6406. 2020년 11월 22일에 확인함. (구독 필요).
- 조항범 (2019). 《우리말 ‘卑語’, ‘俗語’, ‘辱說’의 어원 연구》. 충북: 충북대학교 출판부. ISBN 9788972954880.

### 내용
1. ↑  단순히 입을 다물라는 것이 아닌 접두사 '쳐-'라는 표현이 추가된 표현.